# Campoplex rufinus
Campoplex rufinus är en stekelart som beskrevs av Rudow 1883. Campoplex rufinus ingår i släktet Campoplex och familjen brokparasitsteklar. Inga underarter finns listade.